# 琼英·卓玛
琼英·卓玛（1972年6月4日—）是一名尼泊尔佛教比丘尼、歌手，以演唱藏传佛教歌曲闻名，也参与人道主义工作，是联合国儿童基金会驻尼泊尔亲善大使。

## 生平
她于1971年6月4日出生在尼泊尔加德满都满愿塔。她家境贫困，因不想成为家庭主妇，接受母亲意见出家。13岁时，她在喜马拉雅山下的比丘尼寺院纳吉寺皈依佛门，受乌金仁波切指点。1993年，美国吉他手史蒂芬·蒂贝茨在纳吉寺听到她的歌声，次年为他录制首张专辑，随后出名。